# Усинское
Усинское — село в Сызранском районе Самарской области. Административный центр сельского поселения Усинское.

## География
Село находится на правом берегу реки Уса, на расстоянии примерно 16 км (по прямой) к северо-востоку от северной границы города Сызрань, административного центра района.

### Часовой пояс
Село Усинское, как и вся Самарская область, находится в часовой зоне МСК+1. Смещение применяемого времени относительно UTC составляет +4:00.

## История
Село основано служилыми людьми в 1680-х годах после строительства Сызрани. Названо по местной реке Уса.

## Население
| 2010 |
| ---- |
| 1849 |

### Национальный состав
Согласно результатам переписи 2002 года, в национальной структуре населения русские составляли 92 % из 1759 чел.

## Улицы
| - ул. 70 лет Октября, - ул. Гагарина, - ул. Завокзальная, - ул. К. Маркса, - ул. Коммуны, - ул. Кооперативная, | - ул. Куйбышева, - ул. Ленина, - ул. Ленинградская, - ул. Мира, - ул. Молодёжная, - ул. Московская, | - ул. Набережная, - ул. Октябрьская, - ул. Октября, - ул. Победы, - ул. Пролетарская, - пер. Пролетарский, | - ул. Рабочая, - ул. Революционная, - ул. Смирницкой, - ул. Советская, - ул. Энгельса, - ул. Чапаева. |

## Известные уроженцы
- Рябов, Виктор Васильевич (1937—2025) — советский и российский историк. Доктор исторических наук.